# Fisherman's Wharf
Fisherman's Wharf is een oude zeeliedenbuurt in San Francisco, Californië die veranderd is in een bezienswaardigheid. Er zijn veel visrestaurants en cafés en er is het Musée Mécanique gevestigd. Fisherman's Wharf kijkt uit op Alcatraz, ook wel the Rock genoemd.
Pier 39, in het oosten van Fisherman's Wharf, is een winkelgebied dat ook bekendstaat als de plaats waar  groepen Californische zeeleeuwen te zien zijn.
In de ochtend- en avonduren zijn er joggers te vinden die langs de baai lopen. Ook bevinden plaatsen als Chinatown, Lombard Street en North Beach zich dicht in de buurt van Fisherman's Wharf. Vanaf Fisherman's Wharf vertrekken boten en veren, onder andere naar Alcatraz. Verder is Fisherman's Wharf een aankomst- en vertrekpunt voor twee van de drie overgebleven routes van de kabeltram van San Francisco.